# Парчинес
Парчѝнес (на италиански: Parcines; на немски: Partschins, Парчинс) е малко градче и община в Северна Италия, автономна провинция Южен Тирол, автономен регион Трентино-Южен Тирол. Разположено е на 626 m надморска височина. Населението на общината е 3533 души (към 2010 г.).

## Език
Официални общински езици са и италианският и немският. Най-голямата част от населението говори немски. В общината се говори и други романски език, ладинският.
| %     | Роден език      |
| 3,79  | Италиански език |
| 95,94 | Немски език     |
| 0,27  | Ладински език   |